# Dragan Nikolić
Dragan Nikolić, pravo ime Dragoslav Nikolić, srbski gledališki in filmski igralec, * 20. avgust 1943,  Beograd, † 11. marec 2016, Beograd.

## Življenjepis
Rojen 20. avgusta 1943 v Beogradu očetu Dušanu po rodu iz Berana, Črna gora in materi Jeleni, po rodu iz Jagodine. Nikolićevi predniki so se pisali Živković, a je njegov ded Radonja spremenil družinski priimek v Nikolić po pradedu Nikoli. Njegovo pravo, krstno ime je Dragoslav. Njegov starejši brat Miroslav mu je bil vzornik. Mladost je preživel v beograskem predmestju Crveni krst (Rdeči križ). Po končani osnovni šoli se je vpisal v gimnazijo, ki pa je ni končal, ker so ga prestavili v Ekonomsko šolo. Po dveh letih v srednji šoli se je prijavil na sprejemne izpite na beograjski Akademiji za gledališče, film, radio in televizijo, današnji Fakulteti za dramsko umetnost (Fakultet dramskih umetnosti). S svojimi sedemnajstimi leti je bil najmlajši študent akademije. Na Akademiji je tudi diplomiral.
Filmsko kariero je pričel leta 1964 z manjšo vlogo v filmu Pravo stanje stvari, kjer je napisan s pravim imenom Dragoslav Nikolić. Zaradi napake na koncu televizijske serije Dovoljno je ćutati (Dovolj je molčati) iz leta 1965, kjer je naveden po vzdevku Dragan Nikolić, je bil vso svojo kariero poznan kot Dragan Nikolić.
Prvo pomembnejšo vlogo je ustvaril z likom sezonskega delavca, ki se smrtno ponesreči, še preden najde svoje mesto v družbi in življenju, v filmu Živojina Pavlovića Ko bom mrtev in bel iz leta 1967. Za to vlogo je skupaj z vlogo v filmu Tri sata za ljubav (Tri ure za ljubezen) Fadila Hadžića iz leta 1968 prejel diplomo na Festivalu jugoslovanskega filma v Pulju leta 1968. Igralsko dozorevanje z nizom uspešnih kreacij likov iz svoje generacije mu je prineslo oktobrsko nagrado mesta Beograd leta 1985 za »kreativno sposobnost, da razburljivo predstavi lik velikega psihološkega razpona« (vloga nasilnika Gare v filmu Život je lep (Življenje je lepo) režiserja Bore Draškovića.
Glavne in pomembnejše stranske vloge je ustvaril v več kot tridesetih filmih. Posebej opazne so bile vloge v filmih Horoskop Bore Draškovića (1969), Bube v glavi (Hrošči v glavi) Miloša Radivojevića (1970), Uloga moje porodice u svjetskoj revoluciji (Vloga moje družine v svetovni revoluciji) Bahrudina Bate Čengića (1971), Mlad i zdrav kao ruža (Mlad in zdrav kot roža) Jovana Jovanovića (1971), Bez reči (Brez besed) Miloša Radivojevića (1972, za vlogo je prejel nagrado Carja Konstantina na festivalu v Nišu), Kičma (Hrbtenica) Vlatka Gilića (1975), Nacionalna klasa (Nacionalni razred) Gorana Markovića (1979, nagrajen z nagrado Car Konstantin v Nišu), Ko to tamo peva (Kdo tam poje), Slobodana Šijana (1980), Banović Strahinja Vatroslava Mimice (1981, nagrajen z Zlato areno na festivalu v Puli), Sezona mira u Parizu (Sezona miru v Parizu) Predraga Golubovića (1981), Nešto između (Nekaj vmes) Srđana Karanovića (1983), Balkan ekspres Branka Baletića (1983), Obećana zemlja (Obljubljena dežela) Veljka Bulajića (1986), Poslednji krug u Monci (Zadnji krog v Monzi) Ace Boškovića (1989) in Originalni ponaredek Dragana Kresoje (1991).
Nastopal je tudi v kratkih filmih in televizijskih nadaljevankah. Posebej znan je bil po vlogi Prleta v filmu in poznejši nadaljevanki Otpisani (Odpisani) Ace Đorđevića (1974) in Povratak otpisanih (Vrnitev odpisanih) (1976). Na Televiziji Beograd je od leta 1972 do 1974 skupaj s soprogo Mileno Dravić vodil šov Obraz uz obraz (Obraz ob obrazu), med leti 2011. in 2013. je na Pink TV vodil kviz Multimilioner (Kdo hoče biti milijonar).
Kot član Beograjskega dramskega gledališča in Ateljeja 212, v katerem je od leta 1969 uprizoril več kot dvajset vlog, je ustvaril tudi uspešno gledališko kariero. Z vlogami v dramah Na dnu Maksima Gorkega in Mojster in Margareta Mihaila Bulgakova je v sezoni 1982/83 sodeloval v pariškem gledališču Theatre de la Ville.
Leta 2000 je za življenjsko delo prejel nagrado »Pavle Vuisić«.

## Zadnja leta
Konec leta 2014 je bil sprejet v bolnico zaradi problemov s prebavili in februarja 2015 je bil operiran. Stanje se mu je poslabšalo maja 2015 zaradi problemov s pljuči. September 2015 je preživel v zdravilišču Vrnjačka Banja. Konec januarja 2016 se mu je zdravstveno stanje ponovno poslabšalo, 11. marca 2016 pa je preminil.
Na komemoraciji ob smrti so se od njega poslovili Rade Šerbedžija, Dragan Bjelogrlić, Jelisaveta Seka Sabljić, Radoslav Zelenović, Voja Brajović in drugi. Pokopan je v aleji zaslužnih meščanov na Novem pokopališču v Beogradu.

## Nagrade in priznanja
Je prejemnik številnih nagrad in priznanj
- nagrada Zlati pečat (2013)
- Nagrada za življenjsko delo »Pavle Vuisić« (Niš, 2000)
- Izredna nagrada na festivalu Zemun fest (Zemun, 1996)
- Plaketa »Ljubiša Jovanović« na svečanostih Ljubiša Jovanović (Šabac, 1996)
- Oktobrska nagrada mesta za vlogo v filmu Življenje je lepo, Beograd (1985)
- Plaketa za vlogo v filmu Balkan ekspres (Niš, 1983)
- Plaketa za vlogo v filmu Nekaj vmes (1983)
- Nagrada Zlata Arena za vlogo v filmu Banović Strahinja (Pulj, 1981)
- Nagrada Car Konstantin za vlogo v filmu Nacionalni razred (Niš, 1979)
- Nagrada Car Konstantin za vlogo v filmu Brez besed (Niš, 1972)
- Plaketa za vlogi v filmih Ko bom mrtev in bel ter Tri ure za ljubezen (Pulj, 1968)

## Filmografija
- 1964 Pravo stanje stvari (Pravo stanje stvari)
- 1965 Dovoljno je ćutati (Dovolj je molčati)
- 1966 The One Eyed Soldiers (Enooki vojaki)
- 1967 Deca vojvode Šmita (Otroci vojvode Šmita)
- 1967 Ljubav na plajvaz (Ljubezen s plajvazom - plajvaz; narečni izraz za tintni svinčnik)
- 1967 Ljubavni je ceo svet (Ljubezenski je cel svet)
- 1967 Ko bom mrtev in bel
- 1967 Visočka hronika (Visoška kronika)
- 1968 Epidemija zdravlja (Epidemija zdravja)
- 1968 Ilustrovani život (Ilustrirano življenje)
- 1968 Mladići i devojke (Mladeniči in dekleta)
- 1968 Severno more (Severno morje)
- 1968 Ljubitelj golubova (Ljubitelj golobov)
- 1968 Bećarska revija (Revija bečarjev)
- 1968 Naš prijatelj Pepi (Naš prijatelj Pepi)
- 1968 Nevolje jednog Bobana (Težave enega Bobana)
- 1968 Tri sata za ljubav (Tri ure za ljubezen)
- 1969 Akvarijum (Akvarij)
- 1969 Tuberkuloza (Tuberkoloza)
- 1969 Snaha (Snaha)
- 1969 Tragedija na splavu (Tragedija na splavu)
- 1969 Horoskop (Horoskop)
- 1970 Maksimetar (Maksimeter, voditelj TV oddaje)
- 1970 Hajdučija (Hajduštvo)
- 1970 Homo homini (Homo homini)
- 1970 Bube u glavi (Hrošči v glavi)
- 1971 Haleluja (Aleluja)
- 1971 Uloga moje porodice u svetskoj revoluciji (Vloga moje družine v svetovni revoluciji)
- 1971 Mlad i zdrav kao ruža (Mlad in zdrav kot roža)
- 1971 Poslednja stanica (Zadnja postaja)
- 1972 Kako su se volele dve budale (Kako sta se imela rada dva bedaka)
- 1972 Bez reči (Brez besed)
- 1972 Ubistvo u noćnom vozu (Umor na nočnem vlaku)
- 1974 Otpisani (Odpisani)
- 1972 do 1974 Obraz uz obraz (Obraz ob obrazu - TV šov)
- 1974 Njurci (Njurci)
- 1975 Kičma (Hrbtenica)
- 1975 Dvosobna kafana (Dvosobna kavarna)
- 1974 do 1975 Otpisani (Odpisani - TV nadaljevanka)
- 1975 Pozorište u kući 3 (Gledališče v hiši 3)
- 1975 Dragi, budi mi nepoznat (Dragi, bodi mi neznan)
- 1976 U banji jednog dana (V toplicah nekega dne)
- 1976 Povratak otpisanih (Vrnitev odpisanih)
- 1976 Devojački most (Dekliški most)
- 1977 Ljubavni život Budimira Trajkovića (Ljubezensko življenje Budimirja Trajkovića)
- 1978 Razmena (Menjava)
- 1978 Tren (trenutek)
- 1978 Čardak ni na nebu ni na zemlji (Čardak niti na nebu niti na zemlji)
- 1978 Nedeljom po podne (Ob nedeljah popoldan)
- 1978 Povratak otpisanih (Vrnitev odpisanih - TV nadaljevanka)
- 1979 Mostarske kiše (Mostarsko deževje)
- 1979 Nacionalna klasa (Nacionalni razred)
- 1980 Tren (Trenutek)
- 1980 Ko to tamo peva (Kdo tam poje)
- 1980 Prestop (Prestop)
- 1981 Poslednji čin (zadnji čin)
- 1981 Neka druga žena (Neka druga ženska)
- 1981 Sijamci (Sijamska brata)
- 1981 Lov u mutnom (Lov v kalnem)
- 1981 Sezona mira u Parizu (sezona miru v Parizu)
- 1981 Počnimo život iz početka (Pričnimo življenje od začetka)
- 1982 Idemo dalje (Gremo dalje)
- 1983 Nešto između (Nekaj vmes)
- 1983 Pereat (Pereat)
- 1983 Balkan ekspres (Balkan ekspres)
- 1983 Banović Strahinja (Banović Strahinja)
- 1984 Groznica ljubavi (Vročica ljubezni)
- 1984 Divlja patka (Divja raca)
- 1984 Čudo neviđeno (Nikoli videno čudo)
- 1985 Priče iz bečke šume (Pripovedke iz Dunajskega gozda)
- 1985 Jack pot (Jackpot)
- 1985 Život je lep (Življenje je lepo)
- 1986 Mis (Miss)
- 1986 Svečana oabveza (Svečana obveznost - TV)
- 1986 Obečana zemlja (Obljubljena dežela)
- 1986 Protestni album (Protestni album)
- 1986 Sivi dom (Sivi dom)
- 1987 Lutalica (Potepuh)
- 1988 Čavka (Čavka)
- 1988 Kako zasmejati gospodara (Kako nasmejati gospodarja)
- 1989 Happy end (Happy end)
- 1989 Sveti Georgije ubiva aždaju (Sveti Jurij ubije zmaja - TV film)
- 1989 Gospođa ministarka (Gospa ministrica)
- 1989 Poslednji krug u Monci (Zadnji krog v Monzi)
- 1989 Zbirni center
- 1989 Seobe (Selitve)
- 1990 do 1991 Bolji život 2 (Boljše življenje 2, TV nadaljevanka)
- 1991 Originalni ponaredek
- 1991 Metla bez drške (Metla brez ročaja)
- 1991 Mala sala (Mala dvorana)
- 1991 Pilot u travi (Pilot v travi)
- 1992 Tito i ja (Tito in jaz)
- 1992 Velika frka (Velika naglica)
- 1993 Obračun u Kazino Kabareu (Obračun v Kazinu Kabare)
- 1993 Metla bez drške (Metla brez ročaja)
- 1993 Tri karte za Holivud (Tri vstopnice za Hollywood)
- 1994 Ni na nebu, ni na zemlji (Ne na nebu, niti na zemlji)
- 1994 Biće bolje (Boljše bo)
- 1994 Teatar u Srba (Teater pri Srbih)
- 1995 Bila jednom jedna zemlja (Bila nekoč ena država - režiser)
- 1995 Dvoboj za troje (Dvoboj za tri)
- 1995 Urnebesna tragedija (Velika tragedija)
- 1995 Podzemlje (Podzemlje - režiser)
- 1996 Filumena Marturano (Filomena Marturano)
- 1997 Svaštara (Ropotarnica)
- 1998 Kod lude ptice (Pri norem ptiču - TV nadaljevanka)
- 1998 Bure baruta (Sod smodnika)
- 1998 Place Vendôme (Place Vendôme)
- 1998 do 2001 Porodično blago (Družinski zaklad - TV nadaljevanka)
- 1999 Nož (Nož)
- 1999 Belo odelo (Bela obleka)
- 1999 Lovers (Ljubimci)
- 2001 Virtualna stvarnost (Virtualna resničnost)
- 2001 Ona voli Zvezdu (Ona ima rada Crveno zvezdo)
- 2001 Den Serbiske dansker (Srbski plesalec - danski TV film)
- 2001 Sa mere, la pute (Sa mere, la pute - francoski TV film)
- 2001 Belgrado sling (Beograjski sling)
- 2001 do 2002 DPorodično blago 2 (Družinski zaklad 2 - TV nadaljevanka)
- 2002 Akcija Tigar (Akcija Tiger)
- 2002 Noć uz video (Noč ob videu)
- 2002 Zona Zamfirova (Zona Zamfirova)
- 2002 Lavirint (Labirint)
- 2003 Kuća sreće (Hiša sreče)
- 2003 M(j)ešoviti brak (Mešani zakon)
- 2004 Pljačka Trećeg rajha (Rop Tretjega rajha)
- 2005 Imam nešto da vam kažem (Moram vam nekaj reči)
- 2005 Zvezde ljubavi (Zvezde ljubezni)
- 2005 Potera za sreć(k)om (Lov za srečo)
- 2005 Ivkova slava (Ivkova slava)
- 2006 Gde cveta limun žut (Kjer cveti limona rumena)
- 2006 Šejtanov ratnik (Šejtanov bojevnik)
- 2007 Crni Gruja i kamen mudrosti (Črni Gruja in kamen modrosti)
- 2007 Pozorište u kući (Gledališče v hiši - TV nadaljevanka)
- 2007 Promeni me (Zamenjaj me)
- 2007 Četvrti čovek (Četrti človek)
- 2008 Kraljevina Srbija (Kraljevina Srbija - narator)
- 2008 Na lepom plavom Dunavu (Na lepi plavi Donavi)
- 2008 Vratiće se rde (Štorklje se bodo vrnile)
- 2008 Turneja (Turneja)
- 2008 do 2009 Ranjeni orao (Ranjeni orel - TV nadaljevanka)
- 2009 Sveti Georgije ubiva aždaju (Sveti Jurij ubije zmaja)
- 2009 Ono kao ljubav (Tisto kot ljubezen)
- 2010 Sva ta ravnica (Vsa ta ravnina - TV nadaljevanka)
- 2010 72 dana (72 dni)
- 2006 do 2011 Selo gori, a baba se češlja (Vas gori, a baba se češe - TV nadaljevanka)
- 2011 Tamarin izostanak (tamarin izostanek - kratek film)
- 2011 Turneja (Turneja - TV nadaljevanka)
- 2011 Albatros (Albatros - TV film)
- 2012 Vir (Izvir)
- 2012 Budva, grad na pjeni mora (Budva, mesto na morski peni)
- 2012 do 2014 Jagodići (Jagodići - TV nadaljevanka)
- 2014 Montevideo, vidimo se (Montevideo, vidimo se)
- 2014 Montevideo, vidimo se (Montevideo, vidimo se - TV nadaljevanka)
- 2014 Nešto lepo (Nekaj lepega - TV, narator)